# Ди Микеле, Давиде
Да́виде Ди Мике́ле (итал. David Di Michele; род. 6 января 1976, Гвидония-Монтечелио, Лацио) — итальянский футболист, выступавший на позиции нападающего; тренер.

## Карьера
Воспитанник клуба «Лодиджани». В 1998 году дебютировал в Серии А за «Салернитану». После вылета команды из элиты остался в ней и проявил свои бомбардирские способности. В 2000 году с шестью мячами стал лучшим бомбардиром Кубка страны. Затем Ди Микеле более десяти сезонов провёл в Серии А в составах «Удинезе», «Реджины», «Палермо», «Торино», «Лечче» и «Кьево».
Сезон 2008/09 Ди Микеле провёл в Англии. «Торино» отправило его в аренду в клуб Премьер-лиги «Вест Хэм Юнайтед», который тренировал итальянец Джанфранко Дзола. Дебютировал за команду 13 сентября 2008 года в игре против «Вест Бромвича». Всего за сезон Ди Микеле провёл 30 матчей и забил четыре года. Летом 2009 года он вернулся на родину. В январе 2010 года сообщалось, что Ди Микеле мог перейти в «Зенит».
Завершил свою карьеру футболист в 40 лет в коллективе низшей лиги «Лупа Рома». В нём же Ди Микеле начал свою тренерскую деятельность.

## Сборная
За сборную Италии Давиде Ди Микеле дебютировал 30 марта 2005 года в товарищеском матче против Исландии, который завершился со счётом 0:0. Всего за «Скуадру адзурру» форвард провёл шесть встреч.

### Матчи и пропущенные голы за сборную
| № | Дата            | Оппонент            | Счёт | Забито голов | Соревнование             |
| 1 | 30 марта 2005   | Исландия            | 1:1  | —            | Товарищеский матч        |
| 2 | 6 августа 2005  | Сербия и Черногория | 1:1  | —            | Товарищеский матч        |
| 3 | 6 ноября 2006   | Эквадор             | 1:1  | —            | Товарищеский матч        |
| 4 | 6 августа 2006  | Хорватия            | 0:2  | —            | Товарищеский матч        |
| 5 | 2 сентября 2006 | Литва               | 1:1  | —            | Отборочные матчи ЧЕ-2008 |
| 6 | 6 сентября 2008 | Франция             | 1:3  | —            | Отборочные матчи ЧЕ-2008 |

## Достижения

### Командные
- Чемпион Серии B (1): 2009/2010.

### Личные
- Лучший бомбардир Кубка Италии (1): 1999/2000 (6 мячей).